# Armon Fletcher
Armon Bruce Fletcher (Edwardsville, 19 november 1995) is een Amerikaans basketballer.

## Carrière
Fletcher speelde van 2014 tot 2019 collegebasketbal voor de Southern Illinois Salukis. Hij werd niet gekozen in de NBA draft van 2019 en tekende zijn eerste profcontract bij de Belgische eersteklasser Kangoeroes Mechelen. Hij tekende voor het seizoen 2021/22 bij BBC Résidence Walferdange in de Luxemburgse competitie. In de NBA G League Draft 2022 werd hij als 58e door de Salt Lake City Stars gekozen. In februari 2023 tekende hij bij de Santa Cruz Warriors maar zijn contract werd begin maart 2023 ontbonden. Een paar dagen later tekende hij bij de Ontario Clippers waar hij de rest van het seizoen speelde.
Vanaf april 2023 speelde hij in Nieuw-Zeeland bij Taranaki Airs voor de rest van het seizoen. Hij keerde in oktober 2023 terug naar de Ontario Clippers maar in november 2023 werd zijn contract ontbonden. In december 2023 tekende hij bij de Raptors 905 maar een week later mocht hij alweer vertrekken. In januari 2024 tekende hij bij de Ontario Clippers maar mocht opnieuw na een week weer vertrekken. In februari 2024 tekende hij bij de Windy City Bulls, hierna bij de Raptors 905 om de maand te eindigen bij de Santa Cruz Warriors.
In oktober 2024 keerde hij terug naar de Santa Cruz Warriors maar zijn contract werd ontbonden begin november 2024. In februari 2025 tekende hij opnieuw bij de Taranaki Airs uit Nieuw-Zeeland.